# إروين فيوكتمان
إروين فيوكتمان (مواليد 2 مايو 1990) هو لاعب كرة يد تشيلي يلعب في نادي أديمار ليون ومنتخب تشيلي.

## روابط خارجية
- إروين فيوكتمان على موقع الاتحاد الأوروبي لكرة اليد (الإنجليزية)
- إروين فيوكتمان على موقع الاتحاد الفرنسي لكرة اليد (الفرنسية)